# 12 Heures de Sebring 2024
Navigation
Édition précédente Édition suivante
Les 12 Heures de Sebring 2024 (2024 Mobil 1 12 Hours of Sebring ), organisées du 13 au 16 mars 2024, avec la course le dernier jour, sont la 72e édition de l'épreuve et la deuxième manche du championnat WeatherTech SportsCar Championship 2024.

## Contexte avant la course
L'édition 2024 marque la première fois depuis 2021 où le WeatherTech SportsCar Championship et le Championnat du monde d'endurance FIA n'organisent pas de courses se déroulant le même week-end sur le Sebring International Raceway. En effet, depuis deux ans, les 1 000 Miles de Sebring et les 12 Heures de Sebring formaient le Super Sebring.

## Circuit

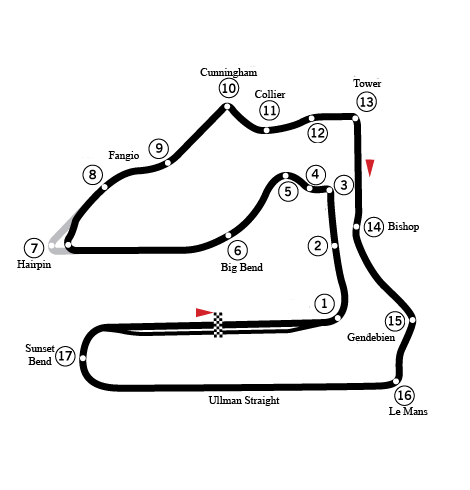
Le Sebring International Raceway, cadre des 12 Heures de Sebring 2024.

Les 12 Heures de Sebring 2024 se déroulent sur le Sebring International Raceway situé en Floride. Le circuit est composé de deux longues lignes droites, séparées par des courbes rapides ainsi que quelques chicanes. Ce tracé a un grand passé historique car il est utilisé pour des courses automobiles depuis 1950. Il y a également accueilli la Formule 1.

## Engagés

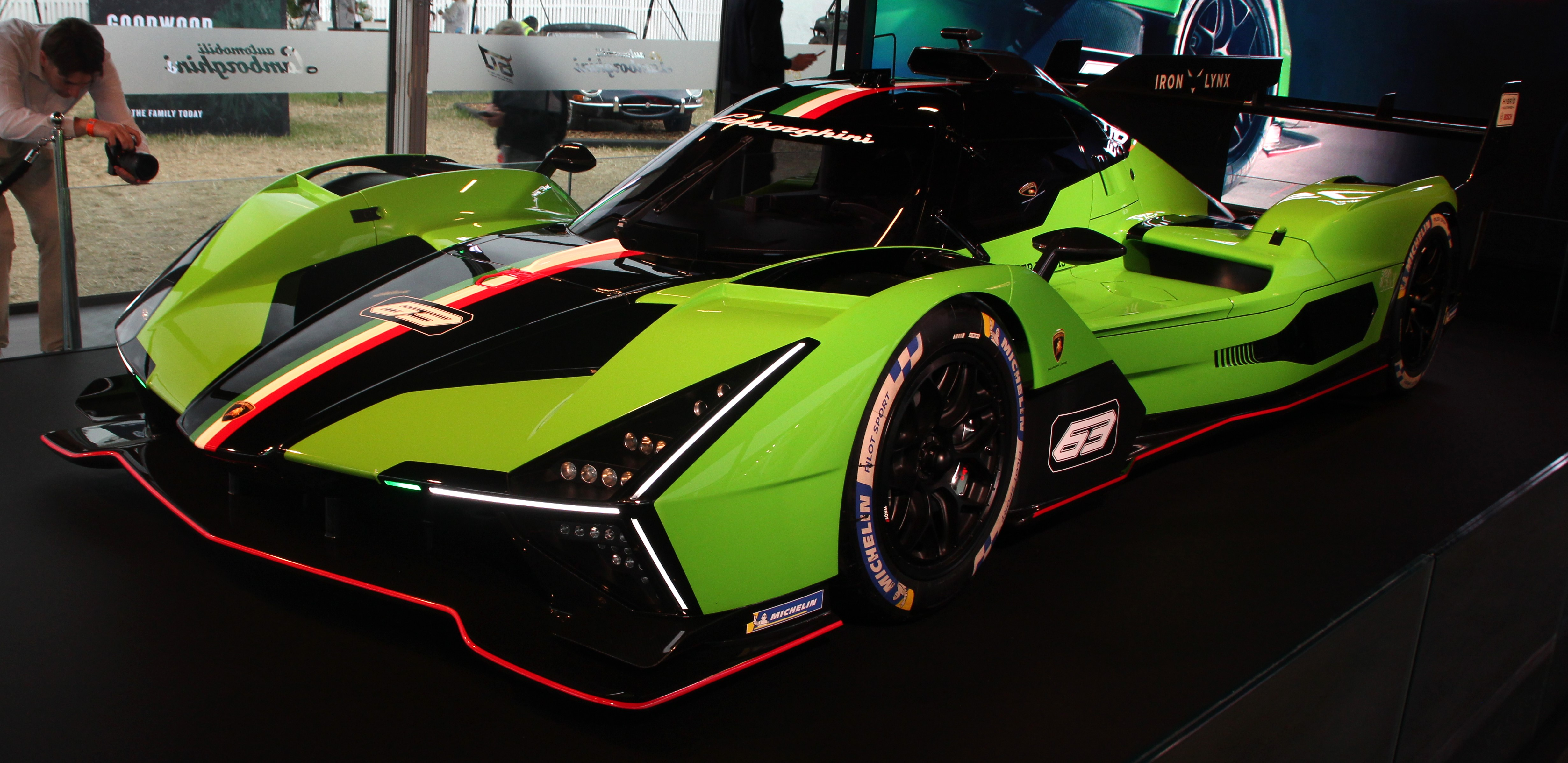
La Lamborghini SC63

Le 6̟ mars 2024, l'IMSA publie la liste officielle des voitures admises à participer aux 12 Heures de Sebring,. 58 voitures sont engagées, avec 11 voitures en catégorie GTP, 13 en LMP2, 12 en GTD Pro et 22 en GTD. Par rapport aux 24 Heures de Daytona, la Lamborghini SC63 no 63 dans la catégorie GTP rejoint le plateau pour faire ses débuts. Il n'y a pas de changement dans la catégorie LMP2. La Mercedes-AMG GT3 no 75 de l'écurie australienne SunEnergy1 Racing, dans la catégorie GTD Pro, et la Porsche 911 GT3 R n̝°92 de l'écurie américaine KellyMoss with Riley, en GTD, ne font plus partie des voitures engagées,.
| No.                   | Pays              | Écurie                                      | Voiture                      | Pilotes               | Pilotes                | Pilotes                |
| GTP (11 voitures)     | GTP (11 voitures) | GTP (11 voitures)                           | GTP (11 voitures)            | GTP (11 voitures)     | GTP (11 voitures)      | GTP (11 voitures)      |
| --------------------- | ----------------- | ------------------------------------------- | ---------------------------- | --------------------- | ---------------------- | ---------------------- |
| 01                    |                   | Cadillac Racing                             | Cadillac V-Series.R          | Sébastien Bourdais    | Scott Dixon            | Renger van der Zande   |
| 5                     |                   | Proton Competition                          | Porsche 963                  | Julien Andlauer       | Gianmaria Bruni        | Alessio Picariello     |
| 6                     |                   | Porsche Penske Motorsport                   | Porsche 963                  | Mathieu Jaminet       | Frédéric Makowiecki    | Nick Tandy             |
| 7                     |                   | Porsche Penske Motorsport                   | Porsche 963                  | Dane Cameron          | Matt Campbell          | Felipe Nasr            |
| 10                    |                   | Wayne Taylor Racing avec Andretti           | Acura ARX-06                 | Filipe Albuquerque    | Ricky Taylor           | Brendon Hartley        |
| 24                    |                   | BMW M Team RLL                              | BMW M Hybrid V8              | Philipp Eng           | Augusto Farfus         | Jesse Krohn            |
| 25                    |                   | BMW M Team RLL                              | BMW M Hybrid V8              | Connor De Phillippi   | Maxime Martin          | Nick Yelloly           |
| 31                    |                   | Whelen Cadillac Racing                      | Cadillac V-Series.R          | Jack Aitken           | Tom Blomqvist          | Pipo Derani            |
| 40                    |                   | Wayne Taylor Racing avec Andretti           | Acura ARX-06                 | Louis Delétraz        | Colton Herta           | Jordan Taylor          |
| 63                    |                   | Lamborghini Iron Lynx                       | Lamborghini SC63             | Matteo Cairoli        | Andrea Caldarelli      | Romain Grosjean        |
| 85                    |                   | JDC-Miller MotorSports                      | Porsche 963                  | Phil Hanson           | Tijmen van der Helm    | Richard Westbrook      |
| LMP2 (13 voitures)    |                   |                                             |                              |                       |                        |                        |
| 2                     |                   | United Autosports États-Unis                | Oreca 07                     | Ben Hanley            | Ben Keating            | Nico Pino              |
| 04                    |                   | CrowdStrike Racing par APR                  | Oreca 07                     | Colin Braun           | George Kurtz           | Toby Sowery (en)       |
| 8                     |                   | Tower Motorsports                           | Oreca 07                     | Michael Dinan (en)    | John Farano            | Charlie Eastwood       |
| 11                    |                   | TDS Racing                                  | Oreca 07                     | Mikkel Jensen         | Hunter McElrea (en)    |                        |
| 18                    |                   | Era Motorsport                              | Oreca 07                     | Ryan Dalziel          | Dwight Merriman        | Connor Zilisch (en)    |
| 20                    |                   | MDK par High Class Racing                   | Oreca 07                     | Dennis Andersen       | Laurents Hörr          | Seth Lucas (en)        |
| 22                    |                   | United Autosports États-Unis                | Oreca 07                     | Paul di Resta         | Bijoy Garg (en)        | Dan Goldburg           |
| 33                    |                   | Sean Creech Motorsport                      | Ligier JS P217               | João Barbosa          | Jonny Edgar            | Lance Willsey          |
| 52                    |                   | Inter Europol par PR1 Mathiasen Motorsports | Oreca 07                     | Nick Boulle           | Tom Dillmann           | Jakub Śmiechowski      |
| 74                    |                   | Riley                                       | Oreca 07                     | Josh Burdon (en)      | Felipe Fraga           | Gar Robinson           |
| 81                    |                   | DragonSpeed                                 | Oreca 07                     | Henrik Hedman         | Malthe Jakobsen        | Rasmus Lindh (en)      |
| 88                    |                   | Richard Mille AF Corse                      | Oreca 07                     | Nicklas Nielsen       | Luís Pérez Companc     | Lilou Wadoux           |
| 99                    |                   | AO Racing                                   | Oreca 07                     | Matthew Brabham       | Paul-Loup Chatin       | P. J. Hyett (en)       |
| GTD Pro (12 voitures) |                   |                                             |                              |                       |                        |                        |
| 1                     |                   | Paul Miller Racing                          | BMW M4 GT3                   | Bryan Sellers         | Madison Snow           | Neil Verhagen          |
| 3                     |                   | Corvette Racing by Pratt Miller Motorsports | Chevrolet Corvette Z06 GT3.R | Antonio García        | Daniel Juncadella      | Alexander Sims         |
| 4                     |                   | Corvette Racing by Pratt Miller Motorsports | Chevrolet Corvette Z06 GT3.R | Earl Bamber           | Nicky Catsburg         | Tommy Milner           |
| 9                     |                   | Pfaff Motorsports                           | McLaren 720S GT3             | James Hinchcliffe     | Oliver Jarvis          | Marvin Kirchhöfer      |
| 14                    |                   | Vasser Sullivan                             | Lexus RC F GT3               | Ben Barnicoat         | Jack Hawksworth        | Kyle Kirkwood          |
| 19                    |                   | Iron Lynx                                   | Lamborghini Huracán GT3 EVO2 | Mirko Bortolotti      | Jordan Pepper          | Franck Perera          |
| 23                    |                   | Heart of Racing Team                        | Aston Martin Vantage AMR GT3 | Mario Farnbacher      | Ross Gunn (en)         | Alex Riberas           |
| 60                    |                   | Iron Lynx                                   | Lamborghini Huracán GT3 EVO2 | Matteo Cressoni       | Leonardo Pulcini       | Claudio Schiavoni      |
| 62                    |                   | Risi Competizione                           | Ferrari 296 GT3              | James Calado          | Davide Rigon           | Daniel Serra           |
| 64                    |                   | Ford Multimatic Motorsports                 | Ford Mustang GT3             | Christopher Mies      | Mike Rockenfeller      | Harry Tincknell        |
| 65                    |                   | Ford Multimatic Motorsports                 | Ford Mustang GT3             | Joey Hand             | Dirk Müller            | Frédéric Vervisch      |
| 77                    |                   | AO Racing                                   | Porsche 911 GT3 R            | Michael Christensen   | Laurin Heinrich (en)   | Sebastian Priaulx (en) |
| GTD (22 voitures)     |                   |                                             |                              |                       |                        |                        |
| 12                    |                   | Vasser Sullivan                             | Lexus RC F GT3               | Frankie Montecalvo    | Aaron Telitz           | Parker Thompson (en)   |
| 13                    |                   | AWA                                         | Chevrolet Corvette Z06 GT3.R | Matthew Bell          | Orey Fidani            | Lars Kern              |
| 17                    |                   | AWA                                         | Chevrolet Corvette Z06 GT3.R | Anthony Mantella      | Thomas Merrill (en)    | Nicolás Varrone (en)   |
| 21                    |                   | AF Corse                                    | Ferrari 296 GT3              | François Hériau       | Simon Mann             | Miguel Molina          |
| 023                   |                   | Triarsi Competizione                        | Ferrari 296 GT3              | Alessio Rovera        | Charlie Scardina       | Onofrio Triarsi        |
| 27                    |                   | Heart of Racing Team                        | Aston Martin Vantage AMR GT3 | Roman De Angelis (en) | Ian James              | Zacharie Robichon      |
| 32                    |                   | Korthoff Preston Motorsports                | Mercedes-AMG GT3             | Mikaël Grenier        | Kenton Koch (en)       | Mike Skeen (en)        |
| 34                    |                   | Conquest Racing                             | Ferrari 296 GT3              | Albert Costa          | Manny Franco           | Cédric Sbirrazzuoli    |
| 43                    |                   | Andretti Autosport                          | Porsche 911 GT3 R            | Jarett Andretti (en)  | Gabby Chaves           | Scott Hargrove         |
| 44                    |                   | Magnus Racing                               | Aston Martin Vantage AMR GT3 | Andy Lally            | John Potter            | Spencer Pumpelly       |
| 45                    |                   | WTR Andretti                                | Lamborghini Huracán GT3 EVO2 | Graham Doyle          | Danny Formal           | Kyle Marcelli (en)     |
| 47                    |                   | Cetilar Racing                              | Ferrari 296 GT3              | Antonio Fuoco         | Roberto Lacorte        | Giorgio Sernagiotto    |
| 55                    |                   | Proton Competition                          | Ford Mustang GT3             | Ryan Hardwick         | Giammarco Levorato     | Corey Lewis            |
| 57                    |                   | Winward Racing                              | Mercedes-AMG GT3             | Indy Dontje (en)      | Philip Ellis           | Russell Ward (en)      |
| 66                    |                   | Gradient Racing                             | Acura NSX GT3                | Tatiana Calderón      | Katherine Legge        | Sheena Monk            |
| 70                    |                   | Inception Racing                            | McLaren 720S GT3             | Brendan Iribe         | Ollie Millroy          | Frederik Schandorff    |
| 78                    |                   | Forte Racing (en)                           | Lamborghini Huracán GT3 EVO2 | Devlin DeFrancesco    | Misha Goikhberg        | Loris Spinelli (pl)    |
| 80                    |                   | Lone Star Racing                            | Mercedes-AMG GT3             | Rui Andrade           | Scott Andrews (de)     | Salih Yoluç            |
| 83                    |                   | Iron Dames                                  | Lamborghini Huracán GT3 EVO2 | Sarah Bovy            | Rahel Frey             | Michelle Gatting       |
| 86                    |                   | MDK Motorsports                             | Porsche 911 GT3 R            | Klaus Bachler         | Anders Fjordbach       | Kerong Li              |
| 96                    |                   | Turner Motorsport                           | BMW M4 GT3                   | Robby Foley           | Patrick Gallagher (en) | Jake Walker            |
| 120                   |                   | Wright Motorsport                           | Porsche 911 GT3 R            | Adam Adelson          | Jan Heylen             | Elliott Skeer          |

Championnat dans lequel la voiture est engagée :
- WeatherTech SportsCar Championship
- Michelin Endurance Cup

## Qualifications
| Pos. | Classe  | N°  | Écurie                                       | Pilote                 | Temps               | Écart               | Grille |
| ---- | ------- | --- | -------------------------------------------- | ---------------------- | ------------------- | ------------------- | ------ |
| 1    | GTP     | 31  | Whelen Cadillac Racing                       | Pipo Derani            | 1 min 48 s 152      | —                   | 1‡     |
| 2    | GTP     | 01  | Cadillac Racing                              | Sébastien Bourdais     | 1 min 48 s 299      | + 0 s 147           | 2      |
| 3    | GTP     | 40  | Wayne Taylor Racing avec Andretti            | Louis Delétraz         | 1 min 48 s 593      | + 0 s 441           | 3      |
| 4    | GTP     | 24  | BMW M Team RLL                               | Philipp Eng            | 1 min 48 s 829      | + 0 s 677           | 4      |
| 5    | GTP     | 7   | Porsche Penske Motorsport                    | Felipe Nasr            | 1 min 49 s 179      | + 1 s 027           | 5      |
| 6    | GTP     | 85  | JDC-Miller MotorSports                       | Phil Hanson            | 1 min 49 s 258      | + 1 s 106           | 6      |
| 7    | GTP     | 5   | Proton Competition Mustang Sampling          | Julien Andlauer        | 1 min 49 s 274      | + 1 s 122           | 7      |
| 8    | LMP2    | 99  | AO Racing                                    | P. J. Hyett (en)       | 1 min 52 s 142      | + 3 s 990           | 12‡    |
| 9    | LMP2    | 22  | United Autosports USA                        | Dan Goldburg           | 1 min 52 s 313      | + 4 s 161           | 13     |
| 10   | LMP2    | 2   | United Autosports USA                        | Ben Keating            | 1 min 52 s 673      | + 4 s 521           | 14     |
| 11   | LMP2    | 52  | Inter Europol par PR1 Mathiasen Motorsports  | Nick Boulle            | 1 min 52 s 765      | + 4 s 613           | 15     |
| 12   | LMP2    | 74  | Riley                                        | Gar Robinson           | 1 min 53 s 278      | + 5 s 126           | 16     |
| 13   | LMP2    | 04  | CrowdStrike Racing par APR                   | George Kurtz           | 1 min 53 s 526      | + 5 s 374           | 17     |
| 14   | GTP     | 63  | Lamborghini – Iron Lynx                      | Matteo Cairoli         | 1 min 53 s 574      | + 5 s 422           | 8      |
| 15   | LMP2    | 11  | TDS Racing                                   | Steven Thomas          | 1 min 53 s 582      | + 5 s 430           | 18     |
| 16   | LMP2    | 88  | Richard Mille AF Corse                       | Luis Pérez Companc     | 1 min 54 s 281      | + 6 s 129           | 19     |
| 17   | GTP     | 25  | BMW M Team RLL                               | Connor De Phillippi    | 1 min 54 s 364      | + 6 s 212           | 9      |
| 18   | LMP2    | 81  | DragonSpeed                                  | Henrik Hedman          | 1 min 54 s 470      | + 6 s 318           | 20     |
| 19   | LMP2    | 18  | Era Motorsport                               | Dwight Merriman        | 1 min 54 s 977      | + 6 s 825           | 21     |
| 20   | LMP2    | 20  | MDK par High Class Racing                    | Dennis Andersen        | 1 min 55 s 454      | + 7 s 302           | 22     |
| 21   | LMP2    | 8   | Tower Motorsports                            | John Farano            | 1 min 56 s 154      | + 8 s 002           | 23     |
| 22   | LMP2    | 33  | Sean Creech Motorsport                       | Lance Willsey          | 1 min 57 s 324      | + 9 s 172           | 24     |
| 23   | GTD Pro | 14  | Vasser Sullivan                              | Jack Hawksworth        | 1 min 58 s 714      | + 10 s 562          | 25‡    |
| 24   | GTD     | 57  | Winward Racing                               | Philip Ellis           | 1 min 58 s 778      | + 10 s 626          | 54     |
| 25   | GTD     | 47  | Cetilar Racing                               | Antonio Fuoco          | 1 min 59 s 014      | + 10 s 862          | 26‡    |
| 26   | GTD     | 12  | Vasser Sullivan                              | Parker Thompson        | 1 min 59 s 143      | + 10 s 991          | 27     |
| 27   | GTD Pro | 23  | Heart of Racing Team                         | Mario Farnbacher       | 1 min 59 s 264      | + 11 s 112          | 28     |
| 28   | GTD     | 32  | Korthoff Preston Motorsports                 | Mikaël Grenier         | 1 min 59 s 350      | + 11 s 198          | 29     |
| 29   | GTD Pro | 77  | AO Racing                                    | Sebastian Priaulx (en) | 1 min 59 s 446      | + 11 s 294          | 30     |
| 30   | GTD Pro | 3   | Corvette Racing par Pratt Miller Motorsports | Alexander Sims         | 1 min 59 s 508      | + 11 s 356          | 55     |
| 31   | GTD Pro | 19  | Iron Lynx                                    | Franck Perera          | 1 min 59 s 517      | + 11 s 365          | 31     |
| 32   | GTD Pro | 62  | Risi Competizione                            | Davide Rigon           | 1 min 59 s 534      | + 11 s 382          | 32     |
| 33   | GTD Pro | 1   | Paul Miller Racing                           | Madison Snow           | 1 min 59 s 586      | + 11 s 434          | 33     |
| 34   | GTD Pro | 4   | Corvette Racing par Pratt Miller Motorsports | Tommy Milner           | 1 min 59 s 786      | + 11 s 634          | 56     |
| 35   | GTD     | 78  | Forte Racing (en)                            | Loris Spinelli (pl)    | 1 min 59 s 797      | + 11 s 645          | 34     |
| 36   | GTD     | 80  | Lone Star Racing                             | Scott Andrews (de)     | 1 min 59 s 865      | + 11 s 713          | 35     |
| 37   | GTD Pro | 9   | Pfaff Motorsports                            | Oliver Jarvis          | 1 min 59 s 883      | + 11 s 731          | 36     |
| 38   | GTD Pro | 64  | Ford Multimatic Motorsports                  | Mike Rockenfeller      | 1 min 59 s 916      | + 11 s 764          | 37     |
| 39   | GTD     | 023 | Triarsi Competizione                         | Alessio Rovera         | 2 min 00 s 334      | + 12 s 182          | 53     |
| 40   | GTD     | 21  | AF Corse                                     | Simon Mann             | 2 min 00 s 396      | + 12 s 244          | 38     |
| 41   | GTD     | 70  | Inception Racing                             | Brendan Iribe          | 2 min 00 s 427      | + 12 s 275          | 39     |
| 42   | GTD     | 96  | Turner Motorsport                            | Patrick Gallagher (en) | 2 min 00 s 459      | + 12 s 307          | 40     |
| 43   | GTD     | 45  | Wayne Taylor Racing avec Andretti            | Kyle Marcelli          | 2 min 00 s 633      | + 12 s 481          | 41     |
| 44   | GTD Pro | 65  | Ford Multimatic Motorsports                  | Joey Hand              | 2 min 00 s 719      | + 12 s 567          | 42     |
| 45   | GTD     | 55  | Proton Competition                           | Giammarco Levorato     | 2 min 00 s 752      | + 12 s 600          | 43     |
| 46   | GTD     | 34  | Conquest Racing                              | Manny Franco           | 2 min 00 s 859      | + 12 s 707          | 44     |
| 47   | GTD     | 66  | Gradient Racing                              | Sheena Monk            | 2 min 01 s 064      | + 12 s 912          | 45     |
| 48   | GTD     | 120 | Wright Motorsports                           | Adam Adelson           | 2 min 01 s 364      | + 13 s 212          | 46     |
| 49   | GTD     | 44  | Magnus Racing                                | John Potter            | 2 min 01 s 513      | + 13 s 361          | 47     |
| 50   | GTD     | 27  | Heart of Racing Team                         | Ian James              | 2 min 01 s 555      | + 13 s 403          | 48     |
| 51   | GTD     | 43  | Andretti Motorsports                         | Gabby Chaves           | 2 min 01 s 958      | + 13 s 806          | 49     |
| 52   | GTD     | 86  | MDK Motorsports                              | Kerong Li              | 2 min 03 s 970      | + 15 s 818          | 50     |
| 53   | GTD     | 13  | AWA                                          | Orey Fidani            | 2:05 s 079          | + 16 s 927          | 57     |
| 54   | GTD     | 17  | AWA                                          | Anthony Mantella       | 2 min 05 s 089      | + 16 s 937          | 58     |
| 55   | GTD Pro | 60  | Iron Lynx                                    | Claudio Schiavoni      | 2 min 05 s 169      | + 17 s 017          | 51     |
| 56   | GTP     | 6   | Porsche Penske Motorsport                    | Mathieu Jaminet        | Pas de temps        | Pas de temps        | 10     |
| 57   | GTP     | 10  | Wayne Taylor Racing avec Andretti            | Ricky Taylor           | Pas de temps        | Pas de temps        | 11     |
| 58   | GTD     | 83  | Iron Dames                                   | Pas de temps établi    | Pas de temps établi | Pas de temps établi | 52     |

## Course

### Classements intermédiaires
| Pos. | Après la 1re heure | Après la 1re heure                                                           | Après la 3e heure | Après la 3e heure                                                            | Après la 6e heure | Après la 6e heure                                                            | Après la 9e heure | Après la 9e heure                                                                  |
| Pos. | n°                 | Voiture / Pilotes                                                            | n°                | Voiture / Pilotes                                                            | n°                | Voiture / Pilotes                                                            | n°                | Voiture / Pilotes                                                                  |
| ---- | ------------------ | ---------------------------------------------------------------------------- | ----------------- | ---------------------------------------------------------------------------- | ----------------- | ---------------------------------------------------------------------------- | ----------------- | ---------------------------------------------------------------------------------- |
| 1    | 31                 | Whelen Cadillac Racing Cadillac V-Series.R (GTP) Aitken - Blomqvist - Derani | 7                 | Porsche Team Penske Porsche 963 (GTP) Campbell - Nasr - Cameron              | 31                | Whelen Cadillac Racing Cadillac V-Series.R (GTP) Aitken - Blomqvist - Derani | 6                 | Porsche Team Penske Porsche 963 (GTP) Jaminet - Tandy - Makowiecki                 |
| 2    | 01                 | Cadillac Racing Cadillac V-Series.R (GTP) Bourdais - Dixon - van der Zande   | 31                | Whelen Cadillac Racing Cadillac V-Series.R (GTP) Aitken - Blomqvist - Derani | 10                | Konica Minolta Acura ARX-06 (GTP) Albuquerque - Hartley - Taylor             | 10                | Konica Minolta Acura ARX-06 (GTP) Albuquerque - Hartley - Taylor                   |
| 3    | 40                 | WTR Andretti Acura ARX-06 (GTP) Delétraz - Herta - Taylor                    | 01                | Cadillac Racing Cadillac V-Series.R (GTP) Bourdais - Dixon - van der Zande   | 7                 | Porsche Team Penske Porsche 963 (GTP) Campbell - Nasr - Cameron              | 5                 | Proton Competition Porsche 963 (GTP) Bruni - Andlauer - Picariello                 |
| 4    | 24                 | BMW M Team RLL BMW M Hybrid V8 (GTP) Eng - Farfus - Krohn                    | 25                | BMW M Team RLL BMW M Hybrid V8 (GTP) De Phillippi - Martin - Yelloly         | 01                | Cadillac Racing Cadillac V-Series.R (GTP) Bourdais - Dixon - van der Zande   | 01                | Cadillac Racing Cadillac V-Series.R (GTP) Bourdais - Dixon - Palou - van der Zande |
| 5    | 10                 | Konica Minolta Acura ARX-06 (GTP) Albuquerque - Hartley - Taylor             | 85                | JDC Miller Motorsports Porsche 963 (GTP) Hanson - van der Helm - Westbrook   | 40                | WTR Andretti Acura ARX-06 (GTP) Delétraz - Herta - Taylor                    | 25                | BMW M Team RLL BMW M Hybrid V8 (GTP) De Phillippi - Martin - Yelloly               |

### Classement de la course
Voici le classement officiel au terme de la course.
- Les vainqueurs de chaque catégorie sont signalés par un fond jauni.
- Pour la colonne Pneus, il faut passer le curseur au-dessus du modèle pour connaître le manufacturier de pneumatiques.

| Pos     | Classe  | no  | Écurie                                       | Pilotes                                                         | Châssis                                 | Tours | Temps                                  |
| Pos     | Classe  | no  | Écurie                                       | Pilotes                                                         | Moteur                                  | Tours | Temps                                  |
| ------- | ------- | --- | -------------------------------------------- | --------------------------------------------------------------- | --------------------------------------- | ----- | -------------------------------------- |
| 1       | GTP     | 40  | Wayne Taylor Racing avec Andretti            | Louis Delétraz Colton Herta Jordan Taylor                       | Acura ARX-06                            | 333   | 12 h 00 min 54 s 520                   |
| 1       | GTP     | 40  | Wayne Taylor Racing avec Andretti            | Louis Delétraz Colton Herta Jordan Taylor                       | Acura AR24e 2,4 L V6 Twin-Turbo         | 333   | 12 h 00 min 54 s 520                   |
| 2       | GTP     | 01  | Cadillac Racing                              | Sébastien Bourdais Scott Dixon Renger van der Zande             | Cadillac V-Series.R                     | 333   | + 0 s 891                              |
| 2       | GTP     | 01  | Cadillac Racing                              | Sébastien Bourdais Scott Dixon Renger van der Zande             | Cadillac LMC55R 5,5 L V8 Atmo           | 333   | + 0 s 891                              |
| 3       | GTP     | 7   | Porsche Penske Motorsport                    | Dane Cameron Matt Campbell Felipe Nasr                          | Porsche 963                             | 333   | + 8 s 898                              |
| 3       | GTP     | 7   | Porsche Penske Motorsport                    | Dane Cameron Matt Campbell Felipe Nasr                          | Porsche 9RD 4,6 L V8 Twin-Turbo         | 333   | + 8 s 898                              |
| 4       | GTP     | 25  | BMW M Team RLL                               | Connor De Phillippi Maxime Martin Nick Yelloly                  | BMW M Hybrid V8                         | 333   | + 12 s 056                             |
| 4       | GTP     | 25  | BMW M Team RLL                               | Connor De Phillippi Maxime Martin Nick Yelloly                  | BMW P66/3 4,0 L V8 Twin-Turbo           | 333   | + 12 s 056                             |
| 5       | GTP     | 10  | Wayne Taylor Racing avec Andretti            | Filipe Albuquerque Brendon Hartley Ricky Taylor                 | Acura ARX-06                            | 333   | + 13 s 398                             |
| 5       | GTP     | 10  | Wayne Taylor Racing avec Andretti            | Filipe Albuquerque Brendon Hartley Ricky Taylor                 | Acura AR24e 2,4 L V6 Twin-Turbo         | 333   | + 13 s 398                             |
| 6       | GTP     | 24  | BMW M Team RLL                               | Philipp Eng Augusto Farfus Jesse Krohn                          | BMW M Hybrid V8                         | 333   | + 28 s 438                             |
| 6       | GTP     | 24  | BMW M Team RLL                               | Philipp Eng Augusto Farfus Jesse Krohn                          | BMW P66/3 4,0 L V8 Twin-Turbo           | 333   | + 28 s 438                             |
| 7       | GTP     | 63  | Lamborghini – Iron Lynx                      | Matteo Cairoli Andrea Caldarelli Romain Grosjean                | Lamborghini SC63                        | 333   | + 28 s 501                             |
| 7       | GTP     | 63  | Lamborghini – Iron Lynx                      | Matteo Cairoli Andrea Caldarelli Romain Grosjean                | Lamborghini 3,8 L V8 Twin-Turbo         | 333   | + 28 s 501                             |
| 8       | GTP     | 5   | Proton Competition Mustang Sampling          | Julien Andlauer Gianmaria Bruni Alessio Picariello              | Porsche 963                             | 333   | + 44 s 807                             |
| 8       | GTP     | 5   | Proton Competition Mustang Sampling          | Julien Andlauer Gianmaria Bruni Alessio Picariello              | Porsche 9RD 4,6 L V8 Twin-Turbo         | 333   | + 44 s 807                             |
| 9       | GTP     | 6   | Porsche Penske Motorsport                    | Mathieu Jaminet Frédéric Makowiecki Nick Tandy                  | Porsche 963                             | 331   | + 2 Tours                              |
| 9       | GTP     | 6   | Porsche Penske Motorsport                    | Mathieu Jaminet Frédéric Makowiecki Nick Tandy                  | Porsche 9RD 4,6 L V8 Twin-Turbo         | 331   | + 2 Tours                              |
| 10      | LMP2    | 18  | Era Motorsport                               | Ryan Dalziel Dwight Merriman Connor Zilisch (en)                | Oreca 07                                | 330   | + 3 Tours                              |
| 10      | LMP2    | 18  | Era Motorsport                               | Ryan Dalziel Dwight Merriman Connor Zilisch (en)                | Gibson GK428 4,2 L V8 Atmo              | 330   | + 3 Tours                              |
| 11      | LMP2    | 11  | TDS Racing                                   | Mikkel Jensen Hunter McElrea (en) Steven Thomas                 | Oreca 07                                | 330   | + 3 Tours                              |
| 11      | LMP2    | 11  | TDS Racing                                   | Mikkel Jensen Hunter McElrea (en) Steven Thomas                 | Gibson GK428 4,2 L V8 Atmo              | 330   | + 3 Tours                              |
| 12      | LMP2    | 22  | United Autosports États-Unis                 | Paul di Resta Bijoy Garg (en) Dan Goldburg                      | Oreca 07                                | 330   | + 3 Tours                              |
| 12      | LMP2    | 22  | United Autosports États-Unis                 | Paul di Resta Bijoy Garg (en) Dan Goldburg                      | Gibson GK428 4,2 L V8 Atmo              | 330   | + 3 Tours                              |
| 13      | LMP2    | 33  | Sean Creech Motorsport                       | João Barbosa Jonny Edgar Lance Willsey                          | Ligier JS P217                          | 330   | + 3 Tours                              |
| 13      | LMP2    | 33  | Sean Creech Motorsport                       | João Barbosa Jonny Edgar Lance Willsey                          | Gibson GK428 4,2 L V8 Atmo              | 330   | + 3 Tours                              |
| 14      | LMP2    | 74  | Riley                                        | Josh Burdon (en) Felipe Fraga Gar Robinson                      | Oreca 07                                | 330   | + 3 Tours                              |
| 14      | LMP2    | 74  | Riley                                        | Josh Burdon (en) Felipe Fraga Gar Robinson                      | Gibson GK428 4,2 L V8 Atmo              | 330   | + 3 Tours                              |
| 15      | LMP2    | 52  | Inter Europol par PR1 Mathiasen Motorsports  | Nick Boulle Tom Dillmann Jakub Śmiechowski                      | Oreca 07                                | 330   | + 3 Tours                              |
| 15      | LMP2    | 52  | Inter Europol par PR1 Mathiasen Motorsports  | Nick Boulle Tom Dillmann Jakub Śmiechowski                      | Gibson GK428 4,2 L V8 Atmo              | 330   | + 3 Tours                              |
| 16      | LMP2    | 81  | DragonSpeed                                  | Henrik Hedman Malthe Jakobsen Rasmus Lindh (en)                 | Oreca 07                                | 330   | + 3 Tours                              |
| 16      | LMP2    | 81  | DragonSpeed                                  | Henrik Hedman Malthe Jakobsen Rasmus Lindh (en)                 | Gibson GK428 4,2 L V8 Atmo              | 330   | + 3 Tours                              |
| 17      | LMP2    | 20  | MDK par High Class Racing                    | Dennis Andersen Laurents Hörr Seth Lucas (en)                   | Oreca 07                                | 330   | + 3 Tours                              |
| 17      | LMP2    | 20  | MDK par High Class Racing                    | Dennis Andersen Laurents Hörr Seth Lucas (en)                   | Gibson GK428 4,2 L V8 Atmo              | 330   | + 3 Tours                              |
| 18      | LMP2    | 04  | CrowdStrike Racing par APR                   | Colin Braun George Kurtz Toby Sowery (en)                       | Oreca 07                                | 330   | + 3 Tours                              |
| 18      | LMP2    | 04  | CrowdStrike Racing par APR                   | Colin Braun George Kurtz Toby Sowery (en)                       | Gibson GK428 4,2 L V8 Atmo              | 330   | + 3 Tours                              |
| 19      | LMP2    | 2   | United Autosports États-Unis                 | Ben Hanley Ben Keating Nico Pino                                | Oreca 07                                | 329   | + 4 Tours                              |
| 19      | LMP2    | 2   | United Autosports États-Unis                 | Ben Hanley Ben Keating Nico Pino                                | Gibson GK428 4,2 L V8 Atmo              | 329   | + 4 Tours                              |
| 20      | GTD Pro | 14  | Vasser Sullivan                              | Ben Barnicoat Jack Hawksworth Kyle Kirkwood                     | Lexus RC F GT3                          | 316   | + 17 Tours                             |
| 20      | GTD Pro | 14  | Vasser Sullivan                              | Ben Barnicoat Jack Hawksworth Kyle Kirkwood                     | Toyota 2UR-GSE 5,0 L V8 Atmo            | 316   | + 17 Tours                             |
| 21      | GTD Pro | 62  | Risi Competizione                            | James Calado Davide Rigon Daniel Serra                          | Ferrari 296 GT3                         | 316   | + 17 Tours                             |
| 21      | GTD Pro | 62  | Risi Competizione                            | James Calado Davide Rigon Daniel Serra                          | Ferrari F163 3,0 L V6 Turbo             | 316   | + 17 Tours                             |
| 22      | GTD Pro | 19  | Iron Lynx                                    | Mirko Bortolotti Jordan Pepper Franck Perera                    | Lamborghini Huracán GT3 Evo 2           | 316   | + 17 Tours                             |
| 22      | GTD Pro | 19  | Iron Lynx                                    | Mirko Bortolotti Jordan Pepper Franck Perera                    | Lamborghini DGF 5,2 L V10 Atmo          | 316   | + 17 Tours                             |
| 23      | GTD Pro | 1   | Paul Miller Racing                           | Bryan Sellers Madison Snow Neil Verhagen (en)                   | BMW M4 GT3                              | 316   | + 17 Tours                             |
| 23      | GTD Pro | 1   | Paul Miller Racing                           | Bryan Sellers Madison Snow Neil Verhagen (en)                   | BMW S58B30T0 3,0 L i6 M TwinPower Turbo | 316   | + 17 Tours                             |
| 24      | GTD Pro | 23  | Heart of Racing Team                         | Mario Farnbacher Ross Gunn (en) Alex Riberas                    | Aston Martin Vantage AMR GT3 Evo        | 316   | + 17 Tours                             |
| 24      | GTD Pro | 23  | Heart of Racing Team                         | Mario Farnbacher Ross Gunn (en) Alex Riberas                    | Aston Martin M177 4,0 L V8 Turbo        | 316   | + 17 Tours                             |
| 25      | GTD Pro | 60  | Iron Lynx                                    | Matteo Cressoni Leonardo Pulcini Claudio Schiavoni              | Lamborghini Huracán GT3 Evo 2           | 316   | + 17 Tours                             |
| 25      | GTD Pro | 60  | Iron Lynx                                    | Matteo Cressoni Leonardo Pulcini Claudio Schiavoni              | Lamborghini DGF 5,2 L V10 Atmo          | 316   | + 17 Tours                             |
| 26      | GTD Pro | 64  | Ford Multimatic Motorsports                  | Christopher Mies Mike Rockenfeller Harry Tincknell              | Ford Mustang GT3                        | 316   | + 17 Tours                             |
| 26      | GTD Pro | 64  | Ford Multimatic Motorsports                  | Christopher Mies Mike Rockenfeller Harry Tincknell              | Ford Coyote 5,4 L V8 Atmo               | 316   | + 17 Tours                             |
| 27      | GTD Pro | 65  | Ford Multimatic Motorsports                  | Joey Hand Dirk Müller Frédéric Vervisch                         | Ford Mustang GT3                        | 316   | + 17 Tours                             |
| 27      | GTD Pro | 65  | Ford Multimatic Motorsports                  | Joey Hand Dirk Müller Frédéric Vervisch                         | Ford Coyote 5,4 L V8 Atmo               | 316   | + 17 Tours                             |
| 28      | GTD Pro | 77  | AO Racing                                    | Michael Christensen Laurin Heinrich (en) Sebastian Priaulx (en) | Porsche 911 GT3 R                       | 316   | + 17 Tours                             |
| 28      | GTD Pro | 77  | AO Racing                                    | Michael Christensen Laurin Heinrich (en) Sebastian Priaulx (en) | Porsche M97/80 4,2 L Flat Six Atmo      | 316   | + 17 Tours                             |
| 29      | GTD     | 57  | Winward Racing                               | Indy Dontje (en) Philip Ellis Russell Ward (en)                 | Mercedes-AMG GT3 Evo                    | 314   | + 19 Tours                             |
| 29      | GTD     | 57  | Winward Racing                               | Indy Dontje (en) Philip Ellis Russell Ward (en)                 | Mercedes-Benz M159 6,2 L V8 Atmo        | 314   | + 19 Tours                             |
| 30      | GTD     | 47  | Cetilar Racing                               | Antonio Fuoco Roberto Lacorte Giorgio Sernagiotto               | Ferrari 296 GT3                         | 314   | + 19 Tours                             |
| 30      | GTD     | 47  | Cetilar Racing                               | Antonio Fuoco Roberto Lacorte Giorgio Sernagiotto               | Ferrari F163 3,0 L V6 Turbo             | 314   | + 19 Tours                             |
| 31      | GTD     | 120 | Wright Motorsports                           | Adam Adelson Jan Heylen Elliott Skeer                           | Porsche 911 GT3 R                       | 314   | + 19 Tours                             |
| 31      | GTD     | 120 | Wright Motorsports                           | Adam Adelson Jan Heylen Elliott Skeer                           | Porsche M97/80 4,2 L Flat Six Atmo      | 314   | + 19 Tours                             |
| 32      | GTD     | 27  | Heart of Racing Team                         | Roman De Angelis (en) Ian James Zacharie Robichon               | Aston Martin Vantage AMR GT3 Evo        | 314   | + 19 Tours                             |
| 32      | GTD     | 27  | Heart of Racing Team                         | Roman De Angelis (en) Ian James Zacharie Robichon               | Aston Martin M177 4,0 L V8 Turbo        | 314   | + 19 Tours                             |
| 33      | GTD     | 78  | Forte Racing (en)                            | Devlin DeFrancesco Misha Goikhberg Loris Spinelli (pl)          | Lamborghini Huracán GT3 Evo 2           | 314   | + 19 Tours                             |
| 33      | GTD     | 78  | Forte Racing (en)                            | Devlin DeFrancesco Misha Goikhberg Loris Spinelli (pl)          | Lamborghini DGF 5,2 L V10 Atmo          | 314   | + 19 Tours                             |
| 34      | GTD     | 96  | Turner Motorsport                            | Robby Foley Patrick Gallagher (en) Jake Walker                  | BMW M4 GT3                              | 314   | + 19 Tours                             |
| 34      | GTD     | 96  | Turner Motorsport                            | Robby Foley Patrick Gallagher (en) Jake Walker                  | BMW S58B30T0 3,0 L i6 M TwinPower Turbo | 314   | + 19 Tours                             |
| 35      | GTD     | 70  | Inception Racing                             | Brendan Iribe Ollie Millroy Frederik Schandorff                 | McLaren 720S GT3 Evo                    | 314   | + 19 Tours                             |
| 35      | GTD     | 70  | Inception Racing                             | Brendan Iribe Ollie Millroy Frederik Schandorff                 | McLaren M840T 4,0 l V8 Twin-Turbo       | 314   | + 19 Tours                             |
| 36      | GTD     | 43  | Andretti Autosport                           | Jarett Andretti (en) Gabby Chaves Scott Hargrove                | Porsche 911 GT3 R                       | 314   | + 19 Tours                             |
| 36      | GTD     | 43  | Andretti Autosport                           | Jarett Andretti (en) Gabby Chaves Scott Hargrove                | Porsche M97/80 4,2 L Flat Six Atmo      | 314   | + 19 Tours                             |
| 37      | GTD     | 13  | AWA                                          | Matthew Bell Orey Fidani Lars Kern                              | Corvette Z06 GT3.R                      | 314   | + 19 Tours                             |
| 37      | GTD     | 13  | AWA                                          | Matthew Bell Orey Fidani Lars Kern                              | Chevrolet LT6 5,5 L V8 Atmo             | 314   | + 19 Tours                             |
| 38      | GTD     | 44  | Magnus Racing                                | Andy Lally John Potter Spencer Pumpelly                         | Aston Martin Vantage AMR GT3 Evo        | 314   | + 19 Tours                             |
| 38      | GTD     | 44  | Magnus Racing                                | Andy Lally John Potter Spencer Pumpelly                         | Aston Martin M177 4,0 L V8 Turbo        | 314   | + 19 Tours                             |
| 39      | GTD     | 34  | Conquest Racing                              | Albert Costa Manny Franco Cédric Sbirrazzuoli                   | Ferrari 296 GT3                         | 314   | + 19 Tours                             |
| 39      | GTD     | 34  | Conquest Racing                              | Albert Costa Manny Franco Cédric Sbirrazzuoli                   | Ferrari F163 3,0 L V6 Turbo             | 314   | + 19 Tours                             |
| 40      | GTD     | 86  | MDK Motorsports                              | Klaus Bachler Anders Fjordbach Kerong Li                        | Porsche 911 GT3 R                       | 314   | + 19 Tours                             |
| 40      | GTD     | 86  | MDK Motorsports                              | Klaus Bachler Anders Fjordbach Kerong Li                        | Porsche M97/80 4,2 L Flat Six Atmo      | 314   | + 19 Tours                             |
| 41      | GTD     | 12  | Vasser Sullivan                              | Frankie Montecalvo Aaron Telitz Parker Thompson (en)            | Lexus RC F GT3                          | 314   | + 19 Tours                             |
| 41      | GTD     | 12  | Vasser Sullivan                              | Frankie Montecalvo Aaron Telitz Parker Thompson (en)            | Toyota 2UR-GSE 5,0 L V8 Atmo            | 314   | + 19 Tours                             |
| 42 Abd. | GTD Pro | 3   | Corvette Racing par Pratt Miller Motorsports | Antonio García Daniel Juncadella Alexander Sims                 | Corvette Z06 GT3.R                      | 313   | Accident                               |
| 42 Abd. | GTD Pro | 3   | Corvette Racing par Pratt Miller Motorsports | Antonio García Daniel Juncadella Alexander Sims                 | Chevrolet LT6 5,5 L V8 Atmo             | 313   | Accident                               |
| 43      | GTD     | 023 | Triarsi Competizione                         | Alessio Rovera Charlie Scardina Onofrio Triarsi                 | Ferrari 296 GT3                         | 313   | + 20 Tours                             |
| 43      | GTD     | 023 | Triarsi Competizione                         | Alessio Rovera Charlie Scardina Onofrio Triarsi                 | Ferrari F163 3,0 L V6 Turbo             | 313   | + 20 Tours                             |
| 44      | LMP2    | 99  | AO Racing                                    | Matthew Brabham Paul-Loup Chatin P. J. Hyett (en)               | Oreca 07                                | 313   | + 20 Tours                             |
| 44      | LMP2    | 99  | AO Racing                                    | Matthew Brabham Paul-Loup Chatin P. J. Hyett (en)               | Gibson GK428 4,2 L V8 Atmo              | 313   | + 20 Tours                             |
| 45      | GTD Pro | 4   | Corvette Racing par Pratt Miller Motorsports | Earl Bamber Nicky Catsburg Tommy Milner                         | Corvette Z06 GT3.R                      | 307   | + 26 Tours                             |
| 45      | GTD Pro | 4   | Corvette Racing par Pratt Miller Motorsports | Earl Bamber Nicky Catsburg Tommy Milner                         | Chevrolet LT6 5,5 L V8 Atmo             | 307   | + 26 Tours                             |
| 46      | GTD Pro | 9   | Pfaff Motorsports                            | James Hinchcliffe Oliver Jarvis Marvin Kirchhöfer               | McLaren 720S GT3 Evo                    | 293   | + 40 Tours                             |
| 46      | GTD Pro | 9   | Pfaff Motorsports                            | James Hinchcliffe Oliver Jarvis Marvin Kirchhöfer               | McLaren M840T 4,0 l V8 Twin-Turbo       | 293   | + 40 Tours                             |
| 47 Abd. | GTD     | 45  | Wayne Taylor Racing avec Andretti            | Graham Doyle Danny Formal Kyle Marcelli (en)                    | Lamborghini Huracán GT3 Evo 2           | 292   | Problème électrique                    |
| 47 Abd. | GTD     | 45  | Wayne Taylor Racing avec Andretti            | Graham Doyle Danny Formal Kyle Marcelli (en)                    | Lamborghini DGF 5,2 L V10 Atmo          | 292   | Problème électrique                    |
| 48 Abd. | GTD     | 55  | Allemagne Proton Competition                 | Ryan Hardwick Giammarco Levorato Corey Lewis                    | Ford Mustang GT3                        | 291   | Problème mécanique                     |
| 48 Abd. | GTD     | 55  | Allemagne Proton Competition                 | Ryan Hardwick Giammarco Levorato Corey Lewis                    | Ford Coyote 5,4 L V8 Atmo               | 291   | Problème mécanique                     |
| 49 Abd. | LMP2    | 8   | Tower Motorsports                            | Michael Dinan (en) Charlie Eastwood John Farano                 | Oreca 07                                | 247   | Endommagement à la suite d'un accident |
| 49 Abd. | LMP2    | 8   | Tower Motorsports                            | Michael Dinan (en) Charlie Eastwood John Farano                 | Gibson GK428 4,2 L V8 Atmo              | 247   | Endommagement à la suite d'un accident |
| 50 Abd. | GTD     | 66  | Gradient Racing                              | Tatiana Calderón Katherine Legge Sheena Monk                    | Acura NSX GT3 Evo22                     | 233   | Accident                               |
| 50 Abd. | GTD     | 66  | Gradient Racing                              | Tatiana Calderón Katherine Legge Sheena Monk                    | Acura JNC1 3,5 L V6 Turbo               | 233   | Accident                               |
| 51 Abd. | GTD     | 80  | Lone Star Racing                             | Rui Andrade Scott Andrews (de) Salih Yoluç                      | Mercedes-AMG GT3 Evo                    | 218   | Endommagement de la suspension         |
| 51 Abd. | GTD     | 80  | Lone Star Racing                             | Rui Andrade Scott Andrews (de) Salih Yoluç                      | Mercedes-Benz M159 6,2 L V8 Atmo        | 218   | Endommagement de la suspension         |
| 52 Abd. | GTP     | 31  | Whelen Cadillac Racing                       | Jack Aitken Tom Blomqvist Pipo Derani                           | Cadillac V-Series.R                     | 210   | Accident                               |
| 52 Abd. | GTP     | 31  | Whelen Cadillac Racing                       | Jack Aitken Tom Blomqvist Pipo Derani                           | Cadillac LMC55R 5,5 L V8 Atmo           | 210   | Accident                               |
| 53 Abd. | GTD     | 21  | AF Corse                                     | François Hériau Simon Mann Miguel Molina                        | Ferrari 296 GT3                         | 197   | Accident                               |
| 53 Abd. | GTD     | 21  | AF Corse                                     | François Hériau Simon Mann Miguel Molina                        | Ferrari F163 3,0 L V6 Turbo             | 197   | Accident                               |
| 54 Abd. | GTP     | 85  | JDC-Miller MotorSports                       | Phil Hanson Tijmen van der Helm Richard Westbrook               | Porsche 963                             | 178   | Arbre de transmission                  |
| 54 Abd. | GTP     | 85  | JDC-Miller MotorSports                       | Phil Hanson Tijmen van der Helm Richard Westbrook               | Porsche 9RD 4,6 L V8 Twin-Turbo         | 178   | Arbre de transmission                  |
| 55 Abd. | GTD     | 83  | Iron Dames                                   | Sarah Bovy Rahel Frey Michelle Gatting                          | Lamborghini Huracán GT3 Evo 2           | 128   | Endommagement à la suite d'un contact  |
| 55 Abd. | GTD     | 83  | Iron Dames                                   | Sarah Bovy Rahel Frey Michelle Gatting                          | Lamborghini DGF 5,2 L V10 Atmo          | 128   | Endommagement à la suite d'un contact  |
| 56 Abd. | LMP2    | 88  | Richard Mille AF Corse                       | Nicklas Nielsen Luis Pérez Companc Lilou Wadoux                 | Oreca 07                                | 65    | Problème mécanique                     |
| 56 Abd. | LMP2    | 88  | Richard Mille AF Corse                       | Nicklas Nielsen Luis Pérez Companc Lilou Wadoux                 | Gibson GK428 4,2 L V8 Atmo              | 65    | Problème mécanique                     |
| 57 Abd. | GTD     | 32  | Korthoff Preston Motorsports                 | Mikaël Grenier Kenton Koch (en) Mike Skeen (en)                 | Mercedes-AMG GT3 Evo                    | 16    | Moteur                                 |
| 57 Abd. | GTD     | 32  | Korthoff Preston Motorsports                 | Mikaël Grenier Kenton Koch (en) Mike Skeen (en)                 | Mercedes-Benz M159 6,2 L V8 Atmo        | 16    | Moteur                                 |
| 58 Abd. | GTD     | 17  | AWA                                          | Anthony Mantella Thomas Merrill (en) Nicolás Varrone (en)       | Corvette Z06 GT3.R                      | 2     | Alternateur                            |
| 58 Abd. | GTD     | 17  | AWA                                          | Anthony Mantella Thomas Merrill (en) Nicolás Varrone (en)       | Chevrolet LT6 5,5 L V8 Atmo             | 2     | Alternateur                            |

## Pole position et record du tour
- Pole position :  Pipo Derani (#31 Whelen Cadillac Racing) en 1 min 48 s 152
- Meilleur tour en course :  Louis Delétraz (#40 Wayne Taylor Racing avec Andretti) en 1 min 49 s 497

## Tours en tête
- no 31 Cadillac V-Series.R - Whelen Cadillac Racing :  79 tours (1-28 / 52-53 / 92-113 / 167-180 / 196 / 199-210)[14]
- no 01 Cadillac V-Series.R - Cadillac Racing :  97 tours (29-51 / 54-81 / 114-115 / 146-147 / 272 / 284-297 / 303-329)
- no 25 BMW M Hybrid V8 - BMW M Team RLL :  33 tours (82-83 / 116-118 / 214-250 / 273)
- no 7 Porsche 963 - Porsche Penske Motorsport :  42 tours (84-91 / 145 / 181-195 / 211-213 / 257-271)
- no 10 Acura ARX-06 - Wayne Taylor Racing avec Andretti :  55 tours (119-144 / 148-164 / 197-198 / 241-250)
- no 85 Porsche 963 - JDC-Miller MotorSports :  2 tours (165-166)
- no 6 Porsche 963 - Porsche Penske Motorsport :  6 tours (251-256)
- no 40 Acura ARX-06 - Wayne Taylor Racing avec Andretti :  18 tours (274-282 / 298-302 / 330-333)
- no 5 Porsche 963 - Proton Competition Mustang Sampling :  1 tour (283)

## À noter
- Longueur du circuit : 3,74 miles (6,018 km)
- Distance parcourue par les vainqueurs : 1 245,42 miles (2 009,994 km)